# Dichaetomyia nigrita
Dichaetomyia nigrita är en tvåvingeart som beskrevs av Malloch 1925. Dichaetomyia nigrita ingår i släktet Dichaetomyia och familjen husflugor. Inga underarter finns listade i Catalogue of Life.